# Trochalus brevipes
Trochalus brevipes är en skalbaggsart som beskrevs av Moser 1917. Trochalus brevipes ingår i släktet Trochalus och familjen Melolonthidae. Inga underarter finns listade i Catalogue of Life.